# Jodis argentilineata
Jodis argentilineata är en fjärilsart som beskrevs av Alfred Ernest Wileman 1916. Jodis argentilineata ingår i släktet Jodis och familjen mätare. Inga underarter finns listade i Catalogue of Life.